# Sportverein Eintracht Trier 05 1998-1999
Questa voce raccoglie le informazioni riguardanti lo Sportverein Eintracht Trier 05 nelle competizioni ufficiali della stagione 1998-1999.

## Stagione
Nella stagione 1998-1999 l'Eintracht Trier, allenato da Peter Vollmann, concluse il campionato di Regionalliga ovest-sudovest al 2º posto e partecipò al triangolare promozione con Kickers Offenbach e Osnabrück.

## Rosa
| N. |                     | Ruolo | Calciatore       |
| -- | ------------------- | ----- | ---------------- |
| 1  | Germania (bandiera) | P     | Daniel Ischdonat |
| 2  | Germania (bandiera) | D     | Michael Prus     |
| 4  | Germania (bandiera) | D     | Sven Teichmann   |
| 5  | Serbia (bandiera)   | D     | Vito Milošević   |
| 8  | Germania (bandiera) | C     | Dirk Fengler     |
| 10 | Germania (bandiera) | C     | Rudi Thömmes     |
| 11 | Serbia (bandiera)   | A     | Ermin Melunovic  |
| 12 | Germania (bandiera) | C     | Frank Süs        |
| 13 | Germania (bandiera) | C     | Reinhold Breu    |
| 14 | Germania (bandiera) | C     | Dirk Klinge      |
| 15 | Germania (bandiera) | D     | Ingo Berens      |
| 16 | Germania (bandiera) | C     | Werner Heinzen   |
| 22 | Germania (bandiera) | P     | Pierre Esser     |

| N. |                      | Ruolo | Calciatore          |
| -- | -------------------- | ----- | ------------------- |
| 29 | Camerun (bandiera)   | A     | Georges Mouyémé     |
|    | Germania (bandiera)  | D     | Christian Albrecht  |
|    | Germania (bandiera)  | D     | Jakob Guhn          |
|    | Germania (bandiera)  | D     | Michael Reichert    |
|    | Romania (bandiera)   | D     | Antal Weiszenbacher |
|    | Germania (bandiera)  | D     | Karl Werner         |
|    | Marocco (bandiera)   | C     | Abdelaziz Bennij    |
|    | Australia (bandiera) | C     | Robbie Middleby     |
|    | Germania (bandiera)  | C     | Thomas Richter      |
|    | Russia (bandiera)    | C     | Mikhail Smirnov     |
|    | Polonia (bandiera)   | A     | Marek Czakon        |
|    | Croazia (bandiera)   | A     | Vlado Papić         |

## Organigramma societario
Area tecnica
- Allenatore: Peter Vollmann
- Allenatore in seconda:
- Preparatore dei portieri:
- Preparatori atletici:
- Analisi video:

## Calciomercato

### Sessione estiva
| Acquisti | Acquisti      | Acquisti        | Acquisti |
| R.       | Nome          | da              | Modalità |
| -------- | ------------- | --------------- | -------- |
| C        | Reinhold Breu | Austria Vienna  |          |
| P        | Pierre Esser  | Galatasaray     |          |
| A        | Vlado Papić   | Gütersloh       |          |
| D        | Michael Prus  | Meppen          |          |
| C        | Frank Süs     | Wattenscheid 09 |          |
| D        | Karl Werner   | St. Pauli       |          |

| Cessioni | Cessioni        | Cessioni     | Cessioni |
| R.       | Nome            | a            | Modalità |
| -------- | --------------- | ------------ | -------- |
| D        | Frank Buschmann | Cloppenburg  |          |
| C        | Rudolf Muchka   | Weismain     |          |
| D        | Erik Schröder   | Grevenmacher |          |
| C        | Peter Seufert   | Homburg      |          |
| P        | Frank Thieltges | Salmrohr     |          |

### Sessione invernale
| Acquisti | Acquisti        | Acquisti     | Acquisti |
| R.       | Nome            | da           | Modalità |
| -------- | --------------- | ------------ | -------- |
| A        | Georges Mouyémé | Homburg      |          |
| C        | Robbie Middleby | Uerdingen 05 |          |

| Cessioni | Cessioni    | Cessioni               | Cessioni |
| R.       | Nome        | a                      | Modalità |
| -------- | ----------- | ---------------------- | -------- |
| A        | René Deffke | Eintracht Braunschweig |          |

## Risultati

### Regionalliga ovest-sudovest

#### Girone di andata
| Arbitro: | Kinhöfer |

|                                      |           |                |
| Melunovic 35’ Czakon 66’ (rig.), 79’ | Marcatori | 64’ Lämmermann |

| Arbitro: | Merk |

|                     |           |                               |
| Paul 37’ Görgen 59’ | Marcatori | 30’ Thömmes 72’ (rig.) Czakon |

| Arbitro: | Kortholt |

|          |           |                                            |
| Guhn 72’ | Marcatori | 45’ Katcharava 47’ (aut.) Guhn 90’ Mouyémé |

| Arbitro: | Krug |

|             |           |  |
| Spanier 68’ | Marcatori |  |

| Arbitro: | Webers |

|                        |           |                                       |
| Czakon 28’ Fengler 89’ | Marcatori | 56’, 63’ Plaßhenrich 72’ Bettenstaedt |

| Arbitro: | Milic |

|  |           |             |
|  | Marcatori | 79’ Thömmes |

| Arbitro: | Gruse |

|                         |           |                   |
| Thömmes 1’, 46’ Süs 89’ | Marcatori | 68’ (rig.) Helmer |

| Arbitro: | Müller |

|           |           |             |
| Ersoy 84’ | Marcatori | 83’ Thömmes |

| Arbitro: | Zumkier |

|                |           |            |
| Papić 24’, 51’ | Marcatori | 55’ Menzel |

| Arbitro: | Buchkremer |

|  |           |             |
|  | Marcatori | 20’ Thömmes |

| 11 ottobre 1998 11ª giornata |  | – turno di riposo |  |  |

| Arbitro: | Orde |

|                               |           |          |
| Papić 63’ Breu 67’ Klinge 73’ | Marcatori | 39’ Timm |

| Arbitro: | Schneider |

|                               |           |           |
| Susic 9’ Tiéku 40’ Zibert 86’ | Marcatori | 49’ Papić |

| Arbitro: | Weber |

|                                          |           |                      |
| Papić 17’, 73’ Milošević 32’ Thömmes 68’ | Marcatori | 60’ (aut.) Milošević |

| Arbitro: | Hotop |

|                   |           |             |
| Maaß 14’ Enge 51’ | Marcatori | 23’ Richter |

| Treviri 10 marzo 1999, ore 19:00 CET 16ª giornata | Eintracht Treviri | 0 – 0 referto | Siegen | Moselstadion (2 000 spett.)\| Arbitro: \| Wack \| |
| Arbitro:                                          | Wack              |               |        |                                                   |

| Arbitro: | Weber |

|           |           |                                  |
| Opoku 29’ | Marcatori | 48’ Guhn 49’ Melunovic 51’ Papić |

#### Girone di ritorno
| Arbitro: | Friedrichs |

|                          |           |  |
| Krohm 81’ Lämmermann 83’ | Marcatori |  |

| Arbitro: | Werthmann |

|                         |           |                |
| Melunovic 39’ Papić 57’ | Marcatori | 5’ (aut.) Prus |

| Arbitro: | Dardenne |

|             |           |           |
| Jaworek 82’ | Marcatori | 83’ Papić |

| Arbitro: | Kreyer |

|                                          |           |  |
| Fengler 18’ Papić 62’ Richter 85’ (rig.) | Marcatori |  |

| Arbitro: | Jansen |

|           |           |          |
| Milde 89’ | Marcatori | 26’ Breu |

| Arbitro: | Sahler |

|               |           |                      |
| Melunovic 41’ | Marcatori | 32’ (aut.) Teichmann |

| Arbitro: | Weber |

|            |           |                                    |
| Müller 53’ | Marcatori | 9’ Melunovic 45’ (rig.), 90’ Papić |

| Arbitro: | Riederwald |

|                      |           |  |
| Klinge 35’ Papić 41’ | Marcatori |  |

| Arbitro: | Gettke |

|                          |           |             |
| Backhaus 72’, 82’ (rig.) | Marcatori | 32’ Thömmes |

| Arbitro: | Gruse |

|                                |           |          |
| Heinzen 38’, 51’ Melunovic 82’ | Marcatori | 45’ Karp |

| 18 aprile 1999 28ª giornata |  | – turno di riposo |  |  |

| Arbitro: | Zumkier |

|          |           |                                                |
| Timm 21’ | Marcatori | 11’ (rig.) Papić 17’ Heinzen 87’ (rig.) Czakon |

| Arbitro: | Aust |

|                                         |           |                     |
| Melunovic 31’ Musa 55’ (aut.) Papić 57’ | Marcatori | 6’ (aut.) Milošević |

| Arbitro: | Späker |

|                                        |           |  |
| Junior 24’ Weis 63’ (rig.) Höpfner 87’ | Marcatori |  |

| Arbitro: | Buchkremer |

|                                                             |           |  |
| Heinzen 40’, 84’ Melunovic 51’ Papić 65’ (rig.) Richter 78’ | Marcatori |  |

| Arbitro: | Thiemer |

|                   |           |                       |
| Jonjić 75’ (rig.) | Marcatori | 67’ Papić 90’ Thömmes |

| Arbitro: | Schräer |

|                                           |           |  |
| Fengler 6’ Heinzen 33’, 55’ Milošević 89’ | Marcatori |  |

### Triangolare promozione
| Arbitro: | Strampe |

|                |           |  |
| Simon 54’, 90’ | Marcatori |  |

| Arbitro: | Gettke |

|                             |           |                             |
| Papić 26’ (rig.) Berens 55’ | Marcatori | 47’ Janiak 49’, 60’ Thioune |

| 19 giugno 1999 3ª giornata |  | – turno di riposo |  |  |

## Statistiche

### Statistiche di squadra
| Competizione                | Punti | In casa | In casa | In casa | In casa | In casa | In casa | In trasferta | In trasferta | In trasferta | In trasferta | In trasferta | In trasferta | Totale | Totale | Totale | Totale | Totale | Totale | DR  |
| Competizione                | Punti | G       | V       | N       | P       | Gf      | Gs      | G            | V            | N            | P            | Gf           | Gs           | G      | V      | N      | P      | Gf     | Gs     | DR  |
| --------------------------- | ----- | ------- | ------- | ------- | ------- | ------- | ------- | ------------ | ------------ | ------------ | ------------ | ------------ | ------------ | ------ | ------ | ------ | ------ | ------ | ------ | --- |
| Regionalliga ovest-sudovest | 60    | 16      | 12      | 2       | 2       | 41      | 15      | 16           | 6            | 4            | 6            | 21           | 22           | 32     | 18     | 6      | 8      | 62     | 37     | +25 |
| Triangolare promozione      | -     | 1       | 0       | 0       | 1       | 2       | 3       | 1            | 0            | 0            | 1            | 0            | 2            | 2      | 0      | 0      | 2      | 2      | 5      | -3  |
| Totale                      | 60    | 17      | 12      | 2       | 3       | 43      | 18      | 17           | 6            | 4            | 7            | 21           | 24           | 34     | 18     | 6      | 10     | 64     | 42     | +22 |

### Andamento in campionato
| Giornata  | 1 | 2 | 3 | 4  | 5  | 6 | 7 | 8 | 9 | 10 | 11 | 12 | 13 | 14 | 15 | 16 | 17 | 18 | 19 | 20 | 21 | 22 | 23 | 24 | 25 | 26 | 27 | 28 | 29 | 30 | 31 | 32 | 33 | 34 |
| --------- | - | - | - | -- | -- | - | - | - | - | -- | -- | -- | -- | -- | -- | -- | -- | -- | -- | -- | -- | -- | -- | -- | -- | -- | -- | -- | -- | -- | -- | -- | -- | -- |
| Luogo     | C | T | C | T  | C  | T | C | T | C | T  |    | C  | T  | C  | T  | C  | T  | T  | C  | T  | C  | T  | C  | T  | C  | T  | C  |    | T  | C  | T  | C  | T  | C  |
| Risultato | V | N | P | P  | P  | V | V | N | V | V  |    | V  | P  | V  | P  | N  | V  | P  | V  | N  | V  | N  | N  | V  | V  | P  | V  |    | V  | V  | P  | V  | V  | V  |
| Posizione | 3 | 4 | 9 | 13 | 14 | 9 | 7 | 8 | 7 | 5  | 6  | 5  | 8  | 4  | 8  | 9  | 8  | 9  | 7  | 8  | 5  | 5  | 6  | 6  | 3  | 6  | 5  | 7  | 4  | 3  | 4  | 3  | 2  | 2  |

Legenda:

Luogo: C = Casa; T = Trasferta. Risultato: V = Vittoria; N = Pareggio; P = Sconfitta.

### Statistiche dei giocatori
| Giocatore        | Regionalliga ovest-sudovest | Regionalliga ovest-sudovest | Regionalliga ovest-sudovest | Regionalliga ovest-sudovest | Spareggi | Spareggi | Spareggi    | Spareggi   | Totale   | Totale | Totale      | Totale     |
| Giocatore        | Presenze                    | Reti                        | Ammonizioni                 | Espulsioni                  | Presenze | Reti     | Ammonizioni | Espulsioni | Presenze | Reti   | Ammonizioni | Espulsioni |
| ---------------- | --------------------------- | --------------------------- | --------------------------- | --------------------------- | -------- | -------- | ----------- | ---------- | -------- | ------ | ----------- | ---------- |
| C. Albrecht      | 0                           | 0                           | 0                           | 0                           | 0        | 0        | 0           | 0          | 0        | 0      | 0           | 0          |
| A. Bennij        | 5                           | 0                           | 0                           | 0                           | 0        | 0        | 0           | 0          | 5        | 0      | 0           | 0          |
| I. Berens        | 17                          | 0                           | 5                           | 0                           | 1        | 1        | 0           | 0          | 18       | 1      | 5           | 0          |
| R. Breu          | 21                          | 2                           | 1                           | 1                           | 2        | 0        | 0           | 0          | 23       | 2      | 1           | 1          |
| M. Czakon        | 17                          | 5                           | 0                           | 0                           | 1        | 0        | 0           | 1          | 18       | 5      | 0           | 1          |
| R. Deffke        | 5                           | 0                           | 2                           | 0                           | 0        | 0        | 0           | 0          | 5        | 0      | 2           | 0          |
| P. Esser         | 3                           | 0                           | 0                           | 0                           | 0        | 0        | 0           | 0          | 3        | 0      | 0           | 0          |
| D. Fengler       | 29                          | 3                           | 8                           | 2                           | 2        | 0        | 0           | 0          | 31       | 3      | 8           | 2          |
| J. Guhn          | 15                          | 2                           | 0                           | 0                           | 2        | 0        | 0           | 0          | 17       | 2      | 0           | 0          |
| W. Heinzen       | 22                          | 7                           | 6                           | 0                           | 1        | 0        | 0           | 1          | 23       | 7      | 6           | 1          |
| D. Ischdonat     | 30                          | 0                           | 3                           | 0                           | 2        | 0        | 0           | 0          | 32       | 0      | 3           | 0          |
| D. Klinge        | 23                          | 2                           | 4                           | 1                           | 2        | 0        | 1           | 0          | 25       | 2      | 5           | 1          |
| E. Melunovic     | 30                          | 8                           | 6                           | 0                           | 2        | 0        | 1           | 0          | 32       | 8      | 7           | 0          |
| R. Middleby      | 10                          | 0                           | 2                           | 0                           | 0        | 0        | 0           | 0          | 10       | 0      | 2           | 0          |
| V. Milošević     | 29                          | 2                           | 6                           | 0                           | 2        | 0        | 1           | 0          | 31       | 2      | 7           | 0          |
| G. Mouyémé       | 0                           | 0                           | 0                           | 0                           | 0        | 0        | 0           | 0          | 0        | 0      | 0           | 0          |
| V. Papić         | 28                          | 17                          | 2                           | 0                           | 2        | 1        | 0           | 0          | 30       | 18     | 2           | 0          |
| M. Prus          | 30                          | 0                           | 2                           | 1                           | 2        | 0        | 0           | 0          | 32       | 0      | 2           | 1          |
| M. Reichert      | 2                           | 0                           | 0                           | 0                           | 0        | 0        | 0           | 0          | 2        | 0      | 0           | 0          |
| T. Richter       | 29                          | 3                           | 9                           | 0                           | 2        | 0        | 1           | 0          | 31       | 3      | 10          | 0          |
| M. Smirnov       | 12                          | 0                           | 2                           | 0                           | 0        | 0        | 0           | 0          | 12       | 0      | 2           | 0          |
| F. Süs           | 16                          | 1                           | 0                           | 0                           | 1        | 0        | 0           | 0          | 17       | 1      | 0           | 0          |
| S. Teichmann     | 32                          | 0                           | 6                           | 0                           | 2        | 0        | 1           | 0          | 34       | 0      | 7           | 0          |
| R. Thömmes       | 32                          | 9                           | 5                           | 0                           | 2        | 0        | 0           | 0          | 34       | 9      | 5           | 0          |
| A. Weiszenbacher | 0                           | 0                           | 0                           | 0                           | 0        | 0        | 0           | 0          | 0        | 0      | 0           | 0          |
| K. Werner        | 4                           | 0                           | 0                           | 0                           | 0        | 0        | 0           | 0          | 4        | 0      | 0           | 0          |